# Bisalbuminemia
La bisalbuminemia o alloalbuminemia è la presenza contemporanea, nel plasma del soggetto, di due varianti di una proteina plasmatica, l'albumina, che sono evidenziabili nel tracciato elettroforetico da un duplice picco, una delle quali è quella normalmente presente negli esseri umani. Può essere presente anche in altre specie animali, tra cui Trachemys scripta e Iguana iguana.

## Epidemiologia
Si tratta di una condizione rara, di origine genetica o acquisita, permanente o transitoria, che non riveste alcun significato clinico. La sua incidenza è stimata in 1 caso ogni 1 000 abitanti. Delle 77 varianti note dell'albumina al 2008, 65 esitano in bisalbuminemia.

## Eziologia
È stata rilevata, nella letteratura scientifica, secondariamente a trattamento antibiotico di lunga durata o nel periodo di guarigione da sindrome nefrosica, ma non sembra tuttavia essere correlata a particolari malattie.
Le varianti geneticamente determinate sono solitamente dovute a binucleotidi CpG ipermutabili e mutazioni consistenti in sostituzione di singolo aminoacido, ma possono derivare anche da mutazioni missense, mutazioni puntiformi, glicosilazione e alterazioni del segmento C-terminale.

## Utilizzi
Viene utilizzata in genetica e biochimica come marcatore per i fenomeni migratori e per studi evolutivi molecolari.